# Agrimonia parviflora
Agrimonia parviflora är en rosväxtart som beskrevs av Soland. och William Aiton. Agrimonia parviflora ingår i släktet småborrar, och familjen rosväxter. Utöver nominatformen finns också underarten A. p. macrocarpa.

## Bildgalleri

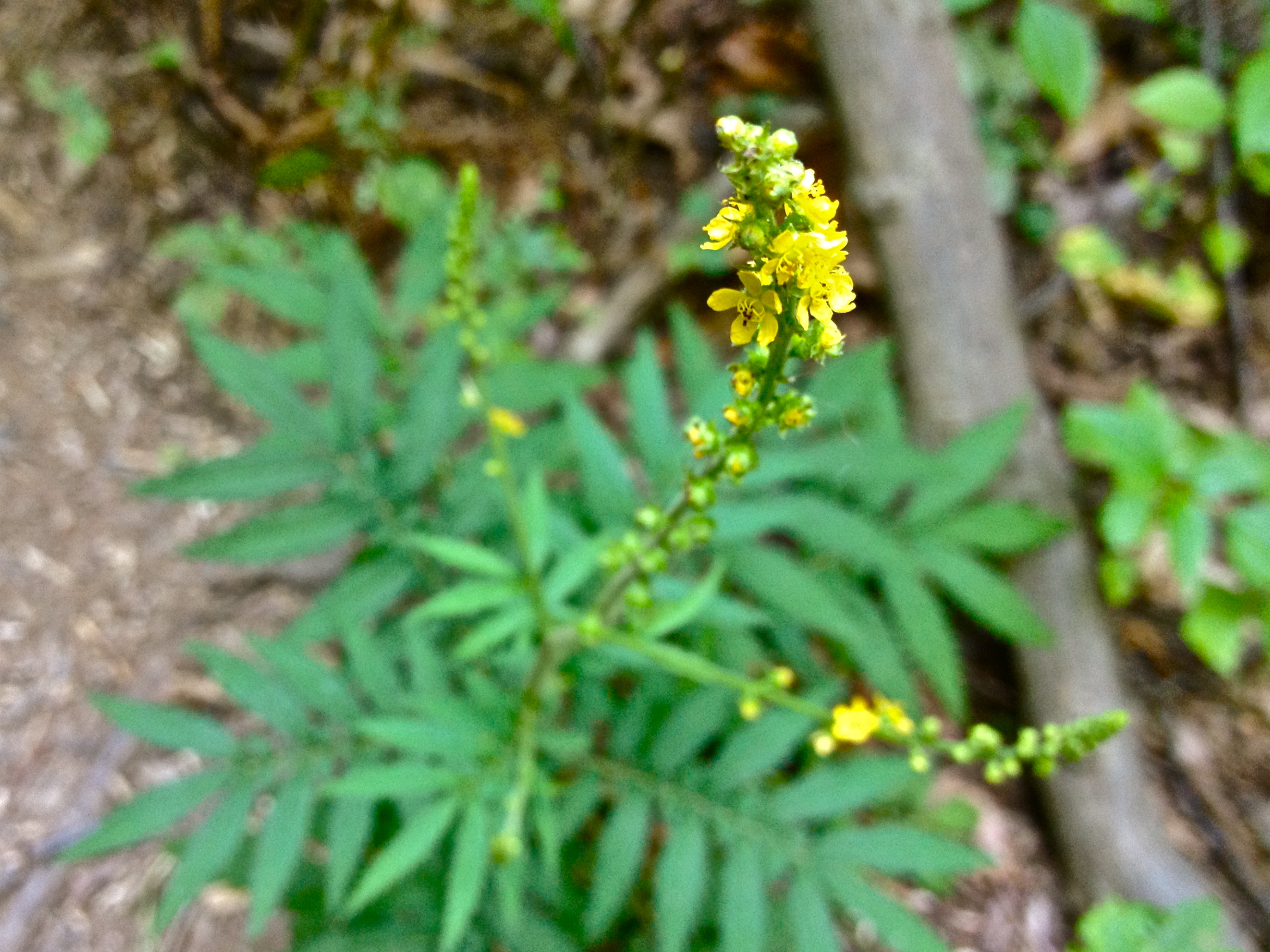
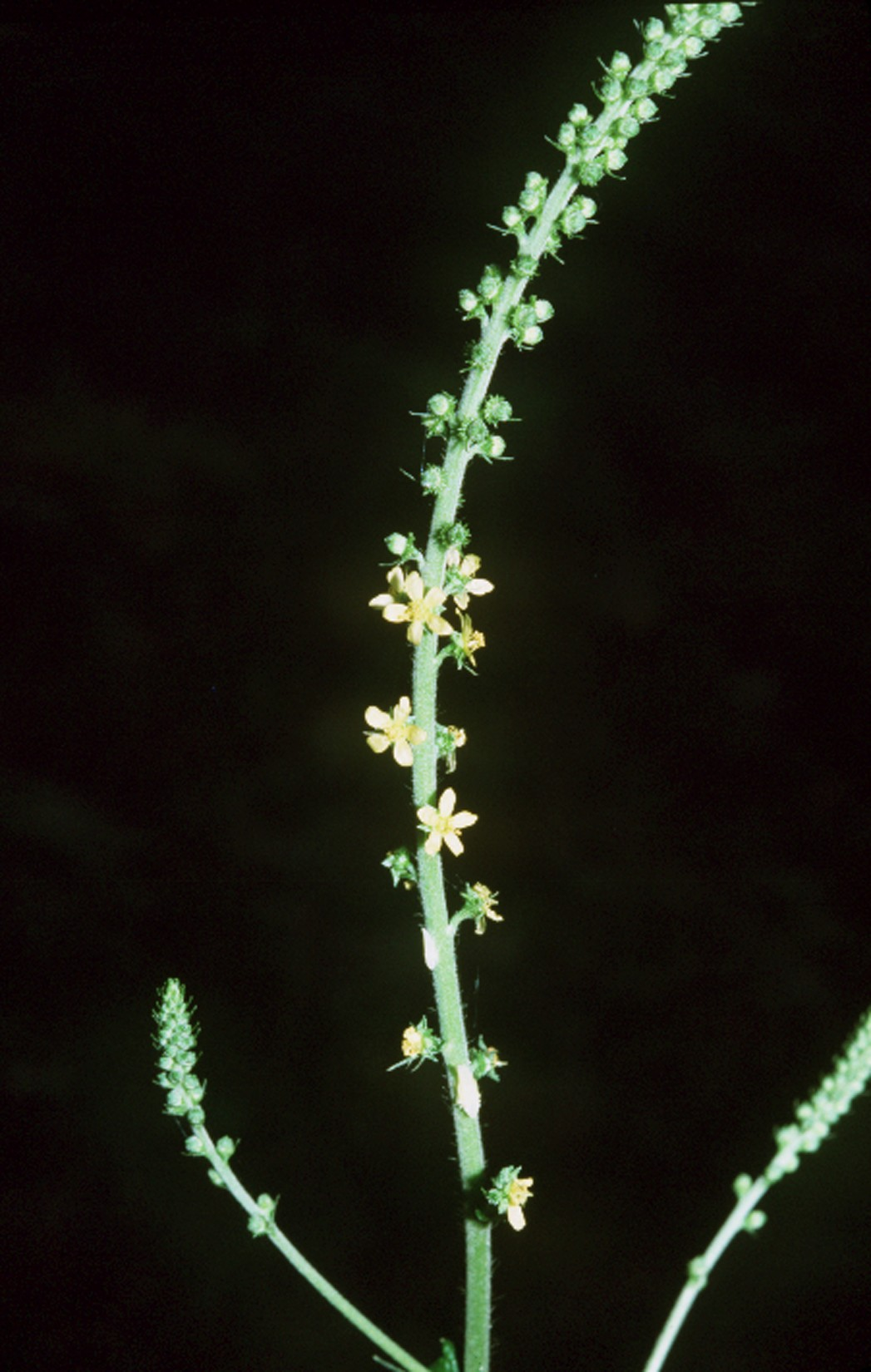